# Ле Поркарече (Гросето)
Ле Поркарече је насеље у Италији у округу Гросето, региону Тоскана.
Према процени из 2011. у насељу је живело 35 становника. Насеље се налази на надморској висини од 659 м.